# Visjnevo
Visjnevo (bulgariska: Вишнево) är ett distrikt i Bulgarien.   Det ligger i kommunen Obsjtina Banite och regionen Smoljan, i den södra delen av landet, 190 km sydost om huvudstaden Sofia.
I omgivningarna runt Visjnevo växer i huvudsak blandskog. Runt Visjnevo är det ganska glesbefolkat, med 35 invånare per kvadratkilometer.